# Micro-intervalle

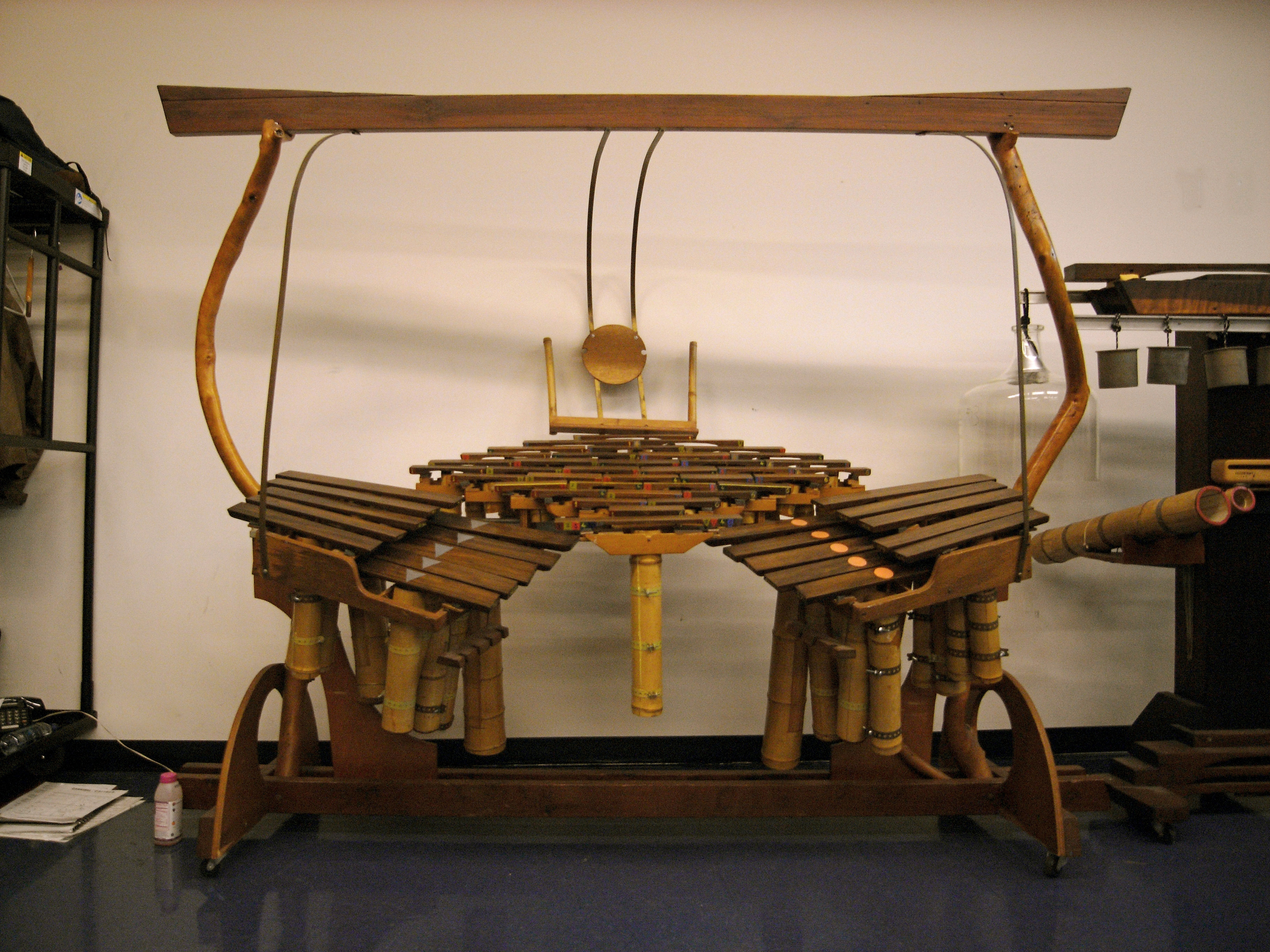
Quadrangularus Reversum, Harry Partch

Un micro-intervalle est un intervalle musical plus petit qu'un demi-ton. Il s'agit donc, dans un sens plus large, d'une note qui ne figure pas sur le clavier d'un piano classique dont l'accord est dit de tempérament égal. 
Il est à  noter, cependant, qu'on ne parle pas forcément de micro-intervalles lorsque l'accord d'un instrument est autre que le tempérament égal : on parle surtout de micro-intervalles lorsqu'on accorde un instrument avec beaucoup de petits intervalles, et/ou d'intervalles très différents.

## Histoire
Les micro-intervalles utilisés dans certaines musiques d'Europe orientale ou extra-européennes et peut-être dans l'Antiquité sont absents de la musique classique jusqu'à la fin du XIXe siècle. Certains compositeurs du XXe siècle les redécouvrent, lorsque la musique commença à atteindre un état de saturation chromatique pour retrouver un tempérament perdu de la Grèce antique ou empruntent aux musiques extra-européennes. D'autres cherchent une symbiose parfaite avec la résonance naturelle…
En 1895, le Mexicain Julián Carrillo (1875-1965), écrivit un quatuor à cordes utilisant des quarts de tons. Entre 1903 et 1914, Charles Ives écrivit un choral en quarts de tons pour cordes. En 1907, Ferruccio Busoni envisagea l'usage du tiers de ton. Ives utilisa le quart de ton dans au moins deux autres œuvres : Pièces en quarts de tons pour deux pianos et sa quatrième symphonie. 
Des expérimentations similaires furent menées dans la première moitié du XXe siècle par Hans Barth (Concerto pour piano à quarts de tons et cordes, 1928), Ivan Wyschnegradsky (1893-1979) (Dithyrambe, 1926; Prélude et Fugue, 1929) et Aloïs Hába (1893-1973), dont le vaste catalogue inclut des œuvres en quarts et en sixièmes de tons. Maurice Ohana (1914-1992) mena également des recherches sur les quarts de tons et les tiers de tons (Tombeau de Debussy, 1962). 
L'essentiel de l'œuvre du compositeur américain Harry Partch est basée sur des micro-intervalles, notamment sur une échelle divisant l'octave en quarante-trois degrés inégaux, et la création de nouveaux instruments. Comme lui, plusieurs compositeurs hollandais (Henk Badings, Hans Kox, Peter Schat, etc.) estimant que la subdivision ultérieure de l'échelle des 12 notes également tempérées s'accommodait tout bonnement de ses erreurs harmoniques inhérentes, ont écrit des pièces utilisant l'échelle de 31 notes proposée par Christiaan Huygens (voir tempérament de Huyghens) à la fin du XVIIe siècle, et au XXe siècle par le physicien hollandais Adriaan Fokker.
Ensuite, les outils électroniques et numériques (synthétiseurs, ordinateurs) et la création d'instruments ont donné un nouveau souffle à l'utilisation des micro-intervalles : Dean Drummond (Colombus, 1980, pour trois zoomoozophones), Warren Burt (Études, 1993, pour synthétiseur), Pascale Criton (La Ritournelle et le galop, 1993, pour guitare en 1/16e de ton, Laurent Martin (Tranquillo barbaro, 1993, pour 10 instruments), Alain Bancquart (Habiter l'ambre, 2001, pour piano en 1/16e de ton et bande), Bastien David (Les métamorphoses, 2022, pour Le métallophone). L'accès à ces œuvres reste difficile tant pour les instrumentistes que pour les auditeurs. 
Des compositeurs écrivent cependant des pièces pour l'initiation aux micro-intervalles : Max Méreaux (Trois chants magiques, 1989, pour 1, 2 et 3 flûtes à bec sopranos ; Trois danses sacrées, 1992, pour 1, 2 et 3 flûtes à bec altos ; Atouts, 1996, pour 1, 2, 3 et 4 flûtes à bec sopranos et altos ; Élégie, 2004, pour flûte à bec alto ; Oracles, 2005, pour flûte à bec soprano ; Isthme, 2006, pour flûte à bec ténor et guitare ; Trois prières à la lune, 2007, pour flûte à bec alto ; Pantomime, 2011, pour flûte à bec soprano ; Cantua, 2015, pour violoncelle seul).
Les micro-intervalles peuvent être produits sur les instruments à cordes frottées sans frettes (violon, alto, violoncelle, contrebasse) ou à cordes pincées comme l'oud. À noter que la guitare peut en produire en utilisant la technique du bend, de même le sitar, bien qu'ayant des frettes, peut en produire  également en tirant sur les cordes. 
Quelques notes en micro-intervalles peuvent être produites sur certains instruments à vent en bouchant une partie de trou ou par le mouvement des lèvres. Cette possibilité, cependant limitée, est utilisée dans quelques compositions contemporaines. Des instruments spécifiques ont été construits pour une utilisation plus systématique des quarts de ton : flûte traversière, trompette, clarinette. 
Des pianos en quarts de tons ont également été construits. Ces instruments produits en très petites séries sont rares et onéreux. 
Certains compositeurs renoncent à des lutheries traditionnelles ou renouvelées et se tournent vers l'ordinateur. C'est le cas du compositeur américain Carter Scholz qui a construit une pièce sur les 128 premiers harmoniques, chaque son étant accéléré ou ralenti selon une courbe prédéfinie.